# 7210 Darius
7210 Darius este o planetă minoră (asteroid), cu un diametru de 8,25 km, din centura de asteroizi. A fost descoperită pe 24 septembrie 1960 la Observatorul Palomar de Cornelis Johannes van Houten și a fost numită după Darius I. 
Obiectul prezintă o orbită caracterizată de o semiaxă mare de 2,8353705 UAi, o excentricitate de 0,01, o înclinație de 3,0119 ° în raport cu ecliptica.